# Luptele de la Agăș și Goioasa (1916)
Luptele de la Agăș și Goioasa au reprezentat acțiuni militare de nivel tactic desfășurate pe Frontul Român, în timpul campaniei din anul 1916 a participării României la Primul Război Mondial. Ele s-a desfășurat în perioada 2/15-16/29 octombrie 1916 și au avut ca rezultat victoria forțelor române ale Diviziei 7 Infanterie, aflate în defensivă, împotriva forțelor Puterilor Centrale, aflate în ofensivă, ale Diviziei 61 Infanterie austro-ungară. Acestea au făcut parte din acțiunile militare care au avut loc în timpul Operației de apărare a trecătorilor Carpaților.
Mobilul acțiunii a fost reprezentat de încercarea trupelor austro-ungare ale Corpul VI Armată Austro-Ungar, aflat sub comanda lui Ludwig von Fabini, de a forța valea superioară a Trotușului. Aflată în apărare, Divizia 7 Infanterie a Armatei României a constituit două grupări, Ghimeș și Uz, cărora le-a încredințat defensiva văii superioare a Trotușului și respectiv, a văii Uzului, care debușa din lateral în valea superioară a Trotușului. În paralel, pe această vale, Grupul Uz a susținut o luptă defensivă împotriva Diviziei 39 Infanterie Honvéd.
După două zile de luptă, trupele austro-ungare ale avangardei inamice formată din Brigada 19 Infanterie austro-ungară au reușit cu sprijinul artileriei și cavaleriei, atât să ocupe pozițiile fortificate înaintate apărate de către trupele române de la Ciugheș și Cuchiniș, cât și să copleșească principala poziție de apărare de la Diaconești – Mocanu. În acest context, Brigada 14 Infanterie, aflată sub comanda colonelului Octav Boian, a ripostat printr-un atac executat în flancul trupelor austro-ungare, la Agăș. Deși acțiunea inițiată de comandantul Brigăzii 14 Infanterie nu a avut un rezultat tactic satisfăcător, detașamentul român de atac fiind practic distrus, ea a dus la dezorganizarea inamicului aflat în plină ofensivă. Astfel, într-un moment în care între trupele austro-ungare de pe valea Trotușului și Comănești nu mai exista, ca urmare a retragerii precipitate a trupelor române de la Diaconești – Mocanu, nici o rezistență pregătită dinainte, trupele inamice nu au reușit întoarcerea pozițiilor locale de la valea Uzului. Acțiunea a avut un efect strategic asupra întregului front, atât spre valea Slănicului, cât și spre cea a Oituzului. Deși acțiunea ofensivă inamică a avansat lent, trupele române au reușit să se reorganizeze și au revenit la contraatac, reușind să respingă în final inamicul până în apropiere de Agăș.
Impasul trupelor austro-ungare de pe valea superioară a Trotușului a fost completat de cel al trupelor ungare de pe valea Uzului. În urma unor rapoarte de informații conform cărora trupele imperiale ruse ar urma să execute o lovitură spre Miercurea Ciuc, ce ar fi avut ca efect spargerea Armatei 1 austro-ungare în două, precum și a incapacității Corpul VI Armată austro-ungar de a-și atinge obiectivele de luptă și a hotărârii trupelor române de a rezista pe linia frontierei, comandantul Arthur Arz von Straussenburg a ordonat lui Ludwig von Fabini să ocupa poziții defensive la 29 octombrie 1916. În intenție, operațiunile ofensive pe flancul de sud urmau să fie reluate doar după reorganizarea unităților din linia întâi, care urmau să primească întăriri.

## Contextul

### Date geografice
Munții Ciucului se învecinează la nord cu Munții Hășmaș și cu Munții Tarcău, fiind despărțiți de aceștia de râul Trotuș și legați de de Munții Hășmaș prin Pasul Ghimeș, iar de cei ai Tarcăului prin Pasul Ghimeș-Palanca. La vest se află Depresiunea Ciucului, în sud-vest Depresiunea Cașinului Nou, iar în partea de sud Munții Bodoc, de care sunt legați prin Pasul Cașin. Tot la sud se află și Munții Nemira, de care Munții Ciucului sunt legați prin Pasul Cărpineni. De aceștia, sunt despărțiți mai întâi de râul Bărzăuța cu obârșia sa Apa Lină și mai apoi de râul Uz.
Dintr-o lungă și sinuoasă culme principală care constituie cumpăna apelor dintre bazinele hidrografice ale Oltului și Trotușului, având o orientare generală pe direcția NV-SE, se desprind puternice culmi secundare în partea de nord a masivului:
- una spre nord: Petru – Comiat, din care se bifurcă două culmi distincte, anume Comiat – Popoiu și Comiat – Cotumba
- două spre spre est: Viscolul – Cărunta (1517 m) și Agăș – Gura Muntelui (sau Șoiul Mare, 1553 m) – Lapoș, unde se află cele mai mari înălțimi ale întregului masiv
- una spre sud-vest: Viscolul – Alexandru

Culmile secundare estice din partea de nord a Munților Ciucului sunt interfluvii majore, între câțiva afluenți importanți ai Trotușului: Ciugheș – Sulța, Sulța – Ciobănuș, Ciobănuș – Uz. Aceștia, prin văile lor laterale în raport cu culmea principală, traversează munții și oferă acces spre valea Trotușului. În epocă, văile care oferă acces spre valea Trotușului (inclusiv cele aflate spre sud: Dofteana, Oituz, Slănic și Cașin) erau prevăzute cu șosele mai bune sau mai mediocre și unele chiar cu căi ferate particulare, pentru exploatarea pădurilor.
| Imagine indisponibilă |  | Imagine indisponibilă |
|                       |  |                       |

| Imagine indisponibilă |  | Imagine indisponibilă |
|                       |  |                       |

| Imagine indisponibilă |  | Imagine indisponibilă |
| Planurile directoare de tragere ale zonei. Sus: la stânga Palanca, la dreapta Munetele Preotesele; la mijloc: la stânga Ciucheșul și la dreapta Goioasa; jos: la stânga Ciobănușul și la dreapta Muntele Măieruș |  |                       |

Valea Trotușului este o importantă cale de comunicație, fiind la acel moment poarta de intrare cea mai folosită pentru trecerea dintre Ardeal și Moldova. Avea un rol strategic și era străbătută pe tot parcursul ei de o șosea și o cale ferată, care lega căile ferate din Moldova prin pasul din regiunea Ghimeș cu cele din Transilvania. Pe o lungime de aproape 50 de km mergea în epocă aproape paralel cu frontiera de stat a Regatului României, depărtându-se puțin de aceasta, ea aflându-se la o distanță de circa 5-15 km de graniță. Împreună cu șoseaua din Pasul Tulgheș, reprezentau în epocă singurele căi de comunicație din regiunea Carpaților Orientali dintre Transilvania și Regat care, datorită înălțimii lor relativ reduse, puteau fi exploatate din punct de vedere militar cu mare randament pentru transportarea artileriei grele și pentru convoaie auto sau hipo. De asemenea, erau singurele dintre Regat și Austro-Ungaria din această regiune carpatică de-a lungul cărora, se puteau angaja efective mai mari, dat fiind că de-a lungul acestora existau aglomerări umane și astfel resurse necesare pentru susținerea coloanelor militare.
De la fosta graniță dintre Regatul României cu Austro-Ungaria, în partea sa superioară, valea Trotușului este foarte strâmtă. Ea începe să se lărgească pe teritoriul care aparținea de Regat, doar după ce trece de Agăș. Tot în aval de Agăș, pe crestele culmilor montane, pădurile începeau să fie înlocuite de pășuni, treptat-treptat din ce în ce mai numeroase. Viața umană era concentrată doar de-a lungul văii, în zona căii de comunicație.
Tabloul general al întregii zone, care începea de la Ghimeș și se întindea spre sud până la valea Uzului, era cel al unui ținut montan căruia îi lipseau resursele și în mod particular căile de comunicație, acestea fiind grupate în câteva zone distincte. Cu excepția văii Trotușului, la sud de pasul din regiunea Ghimeșului numai văile Ciobănușului și Uzului sunt suficient de permeabile, pentru a putea fi folosite militar pentru câștigarea supremației în zona Comănești, asupra văii Trotușului.
Ținutul punea și alte probleme din punct de vedere militar, deoarece trupele care ar fi operat în acest areal trebuiau să fie dotate cu mijloace potrivite și să-și poată asigura ele însele propriile nevoi. De asemenea, climatul rece și umed determină ca din punct de vedere militar, punctele aflate la o cotă înaltă pretabile ca puncte de observație să se găsească adesea ascunse în norii aduși de vânt sau în ceața ridicată din văi, ceea ce le face inutilizabile. O eventuală rețea de supraveghere s-ar fi putut realiza numai cu mare dificultate. În afara văii Trotușului, s-ar fi putut aventura doar detașamente mici, care să se deplaseze pe piste incerte, conduse doar de ghizi siguri. Trupele trebuiau să cunoască foarte bine zona, pentru a evitata solicitări inutile și surprize periculoase.

### Date militare

#### Aspecte generale

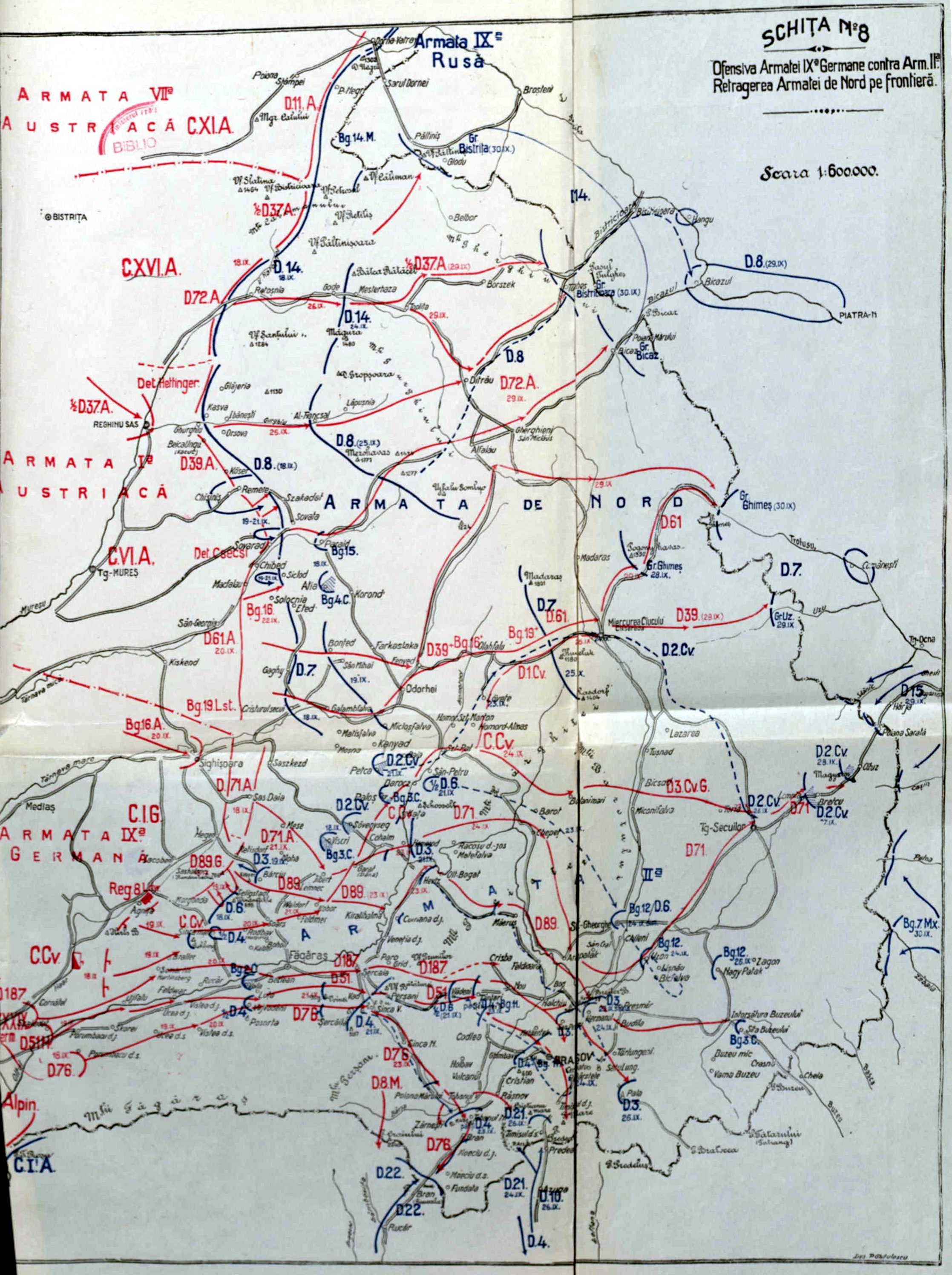
Retragerea Armatei de Nord pe vechea frontieră

Ca urmare a bătăliilor de la Sibiu și de la Brașov de la sfârșitul lunii septembrie și respectiv începutul lunii octombrie, Armatele 1 și 2 române au fost obligate să se retragă din Transilvania în Vechiul Regat, presate de Armata a 9-a germană. În acest context, în aripa dreaptă a dispozitivului român, Armata de Nord a trebuit să se plieze manevrelor făcute de vecinii săi, având misiunea de a întârzia Armata 1 austro-ungară printr-o retragere treptată. Odată cu finalizarea retragerii din Transilvania, Armata de Nord a ocupat crestele Munților Moldovei și trecătorile lor. La 1/14 octombrie aproape toate unitățile armatei erau dispuse pe frontieră, în pozițiile fortificate construite înainte de invazia Transilvaniei. În situația dată, Divizia 7 Infanterie (comandată de către generalul Ioan Istrate) a ocupat pozițiile vecine pasului Ghimeș-Palanca ce domină valea Trotușului până la valea Uzului, inclusiv. Aici divizia a constituit două grupuri de acoperire, numite „Ghimeș” și „Uz”.
Misiunea Armatei 1 austro-ungare a fost aceea de a asigura spatele trupelor germane, în cazul unor atacuri venite dinspre nord-est. Cu acest scop, ea trebuia să ajungă să stăpânească în cel mai scurt timp posibil creasta principală a Carpaților, menținând legătura la dreapta cu trupele amice. În plus, similar Armatei 9 germane, trebuia să preia controlul asupra trecătorilor montane mai înainte de a debușa în România. În cadrul acestei armate, Corpul XXI Armată austro-ungar a înaintat spre văile superioare ale Bicazului și Bistricioarei, iar Corpul VI Armată austro-Ungar s-a axat spre valea Trotușului.
Aflat sub comanda lui Ludwig von Fabini, Corpul VI Austro-Ungar a primit misiunea de a ataca cu cele două divizii ale sale (Divizia 61 Infanterie austro-ungară și Divizia 39 Infanterie Honvéd) trecătorile Ghimeș și Uz, pentru a debușa spre valea Trotușului prin văile laterale superioare.
Pentru că zona de delimitare dintre Armata 1 austro-ungară și Armata 9 germană era situată pe valea Uzului, trupele lui Fabini au fost responsabile și de păstrarea contactului cu cele mai apropiate unități ale germanilor (aflate sub comanda lui Schmettow pe valea Oituzului).
La 29 septembrie/12 octombrie 1916 a început în aripa stângă a Armatei de Nord bătălia pentru trecătorile Moldovei, care s-a propagat ulterior pe toată lungimea frontierei muntoase, până la valea Dornei.

#### Aspecte locale
| “                         | În orice armată există o unitate căreia nu reușește să-i iasă nimic așa cum trebuie, iar Divizia 61 a lui Grallert era responsabilă cu „ghinionul” în Armata 1. | ” |
| — Michael B. Barret, 2013 | |   |

Divizia 61 Infanterie Austro-Ungară era constituită în principal din soldați maghiari. Aceștia erau adunați din resturile risipite prin regiunea Mureșului superior ale unor unități trimise în Transilvania pentru refacere, după ce fuseseră decimate de Ofensiva Brusilov. Unite de nevoie în momentul intrării României în război, unitățile au fost completate cu efective provenite din Landwehr, precum și din detașamente locale de recruți. La momentul intrării trupelor române în Transilvania divizia era doar parțial formată, unele unități având efectivul completat doar până la jumătate. În aceste condiții, până la contraofensiva Puterilor Centrale, marea unitate a dus lupte de retragere cu efect demoralizant. Pe de altă parte, exista o neîncredere în propriul comandament, care nu a putut fi atenuată de structura austriacă de cadre inferioare, aflată în raport cu o mare masă de soldați de etnie maghiară.

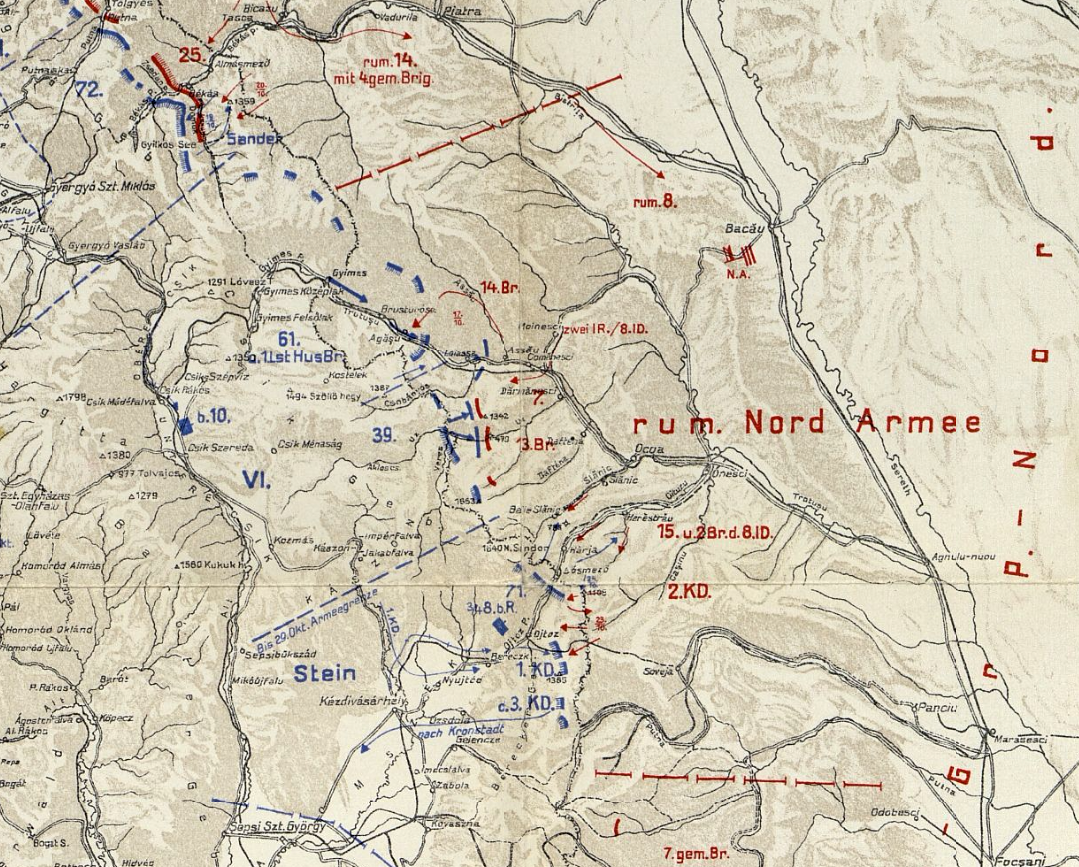
Dispunerea forțelor, între 23 septembrie/6 octombrie și 1/14 octombrie.

Structura trupelor care odată cu contraofensiva urmau să fie angajate pe valea Trotușului cuprindea:
- Brigada 16 Infanterie austro-ungară, aflată sub comanda colonelului Kornelius Bernatzky (1868-?)[15] și compusă din șase batalioane din unități diferite: 3/1, 2/3, 1/4, 1/6, 2/12, 4/19[14]
- Brigada 19 Infanterie austro-ungară, aflată sub comanda colonelului Béla Berzeviczy (1870-1922)[15] și formată din Regimentele 17 și 29 Infanterie austro-ungară.[14]
- O brigadă de artilerie formată din trei baterii de artilerie ușoară: 1/61, 4/61, 2/60, o baterie[14] de artilerie de munte: 9/2 și o grupă de trei baterii de artilerie grea: 1/58.[16]
- Un escadron de cavalerie provenit din landwehr. Acestuia urma să i se adauge temporar Regimentul 12 Husari, cu patru escadroane.[16]

Aproape niciuna din aceste unități nu era însă pregătită pentru a lupta într-o regiune montană. Lipseau catârii pentru aprovizionare care să înlocuiască transportul auto, artileria cu tir curb era în minoritate și muniția de artilerie era insuficientă pentru a susține infanteria, la nevoie. De asemenea, unitățile de infanterie nu erau prea bine pregătite și mulți dintre soldații bolnavi nu fuseseră evacuați, aglomerând inutil unitățile.
Spre diferență de marea unitate austro-ungară care urma să atace, Divizia 7 Infanterie română avea dublul avantaj al puterii efectivelor (care nu fuseseră până în acel moment rărite de lupte îndelungate) și al moralului superior, în pofida replierilor făcute după un marș inițial în teritoriul transilvănean, care păruse victorios. Trupa avea încredere în comandanții săi și era sigură că inamicul, deși pătrunsese pe teritoriul național, nu va depăși linia de fortificații. De asemenea, subunitățile erau bine echipate și înarmate pentru luptele din zonele montane.
În zona Trotușului superior, pentru apărarea teritoriului național fusese desemnată Brigada 14 Infanterie. Ea se afla sub comanda colonelului Octav Boian, un bun cunoscător al zonei și al specificului operațiunilor montane. O structură defensivă de fortificații permanente bara valea Trotușului, sprijinindu-se pe Muntele Cărunta și pe Muntele Muncelu. Întreg ansamblul de poziții defensive din sectorul Ghimeș, care fusese ocupat de către trupele române, era menit să apere aliniamentul Dărmănești – Comănești – Moinești și se desfășura pe mai mult de 40 km, fiind constituit din următoarele poziții:
- Ciugheș – Cuchiniș
- Diaconești – Mocanu
- Vârful Iedera – Muntele Lapoș (împreună, fiind călare pe valea Ciobănușului)

La construirea pozițiilor fortificate contribuise în mod esențial înainte de război colonelul Boian, genist reputat al Armatei României. Acesta ținuse cont de traseul frontierei și de slăbiciunile unei apărări, condiționate de punctele slabe cauzate de prezența văilor adânci de la sud de pasul Ghimeș-Palanca. Boian avea la dispoziție două regimente de infanterie (14 „Roman” și 16 „Suceava”), primul cu trei batalioane și al doilea cu patru batalioane. Fiecare batalion avea un efectiv de 800 de oameni, împărțit în patru companii. De asemenea, fiecărui regiment îi revenea câte o companie cu șase mitraliere. Artileria ușoară pe care o avea la dispoziție provenea din Regimentele 4 și 8 Artilerie.

## Preludiul
Epuizate, trupele austriece au avansat încet, lăsând trupelor române timp să se instaleze în pozițiile defensive pregătite înainte de război. La 13 octombrie, primele patrule austriece au traversat frontiera, ajungând la Palanca, în regiunea Ghimeș. La data de 15 octombrie Divizia 61 Infanterie austro-ungară s-a angajat pe vale dincolo de frontieră, cu cele două brigăzi una în spatele celelalte. În frunte s-a aflat Brigada 19 Infanterie.
Având sarcina de a apăra valea Trotușului, Brigada 14 Infanterie, aflată sub comanda colonelului Octav Boian, avea repartizate pentru apărarea întregului ansamblu de poziții desfășurate în sectorul Ghimeș, următoarele subunități:
- 2 companii la Ciugheș și la Cuchiniș, aflate sub comanda maiorului Gheorghiu.
- 4 companii și o baterie de tunuri de câmp de calibrul 75 mm la Diaconești – Mocanu, aflate sub comanda locotenent-colonelului Ioan
- 3 companii pe vârfurile Iedera și Lapoș.
- 7 companii în rezervă la Gura-Ciobănușului.
- o companie și bateria de tunuri de calibrul 53 mm pe vârful Goioasa, pentru a acoperi golul dintre Diaconești și vârful Iedera și pentru a a proteja linia de operații și ariergarda poziției Diaconești – Mocanu.

Punctul de comandă al brigăzii se afla la gura Ciobănușului, ordinele pe care Boian le avea, recomandând o rezistență pasivă.

## Luptele

### Atacul austro-ungar din 15-16 octombrie
Trupele române au fost atacate de cele austro-ungare imediat ce s-au instalat pe poziții. La 15 octombrie dimineața cele două companii lăsate în ariergardă au fost atacate de către austro-ungari și s-au repliat după-amiaza pe o nouă poziție situată pe pârâul Șugura (în aval de Cotumba). Spre seară, aceasta a fost și ea abandonată, cu intenția de a se continua rezistența pe poziția de la Beleghet. În aceeași seară, elementele înaintate ale inamicului au ajuns în apropiere de Agăș, menținând contactul cu trupele române aflate în retragere. Datorită înaintării rapide, situația trupelor austro-ungare le expunea pe acestea unor posibile surprize. În valea îngustă a Trotușului nu aveau informații despre unitățile amice aflate pe flancuri și în special despre Corpului XXI Armată austro-ungar, de care erau separate spre nord de un masiv împădurit. În consecință, comandantul Diviziei 61 Infanterie austro-ungară a ordonat unui detașament format din două escadroane de cavalerie, două companii de infanterie și o subunitate de transmisiuni (Detașamentul „Perczel”), să realizeze spre nord contactul cu Corpul XXI Armată austro-ungar, precum și o diversiune, dând impresia că reprezintă avangarda unor forțe importante. Spre sfârșitul zilei, trupele diviziei erau desfășurate pe vale de la Palanca la Sâmbrea, cu Brigada 19 Infanterie aflată în frunte și cu artileria răspândită de la Făget la Brusturoasa.
Pentru atacul de a doua zi, austro-ungarii au preconizat:
- înaintarea în aripa stângă cu un batalion de acoperire care să înainteze pe linia Muntele Preotesele–Muntele Alunișului–Muntele Muncelu, urmând ca acesta după ce va fi cucerit respectivele puncte, să împingă recunoașterea pe valea Asăului.[25]
- înaintarea în aripa dreaptă cu Detașamentul „Colonel Maxon”, format din 2 escadroane de husari, o parte din escadronul landwehr, 1 batalion de infanterie și o baterie de tunuri de munte. Misiunea acestui detașament era de a ajunge la Sulța dinspre sud[25] și de a stabili legătura în zona Muntelui Fălțuianu, cu aripa stângă a Brigăzii 39 Infanterie din Divizia 39 Infanterie Honvéd.[26]
- înaintarea Brigăzii 19 Infanterie austro-ungară pe vale cu șase batalioane de infanterie, sprijinite de trei baterii de tunuri de câmp alături de una de obuziere ușoare aflate la marginea Agășului și una de obuziere de 150 mm, aflată mai spre spate în zona de confluență a pârâului Șugura cu Trotușul. Artileria trebuie să fie pe poziție începând cu ora 14, pentru a putea acoperi infanteria care se pregătea de atac.[26]
- ca Brigada 16 Infanterie austro-ungară să rămână pe poziții împreună cu grosul artileriei, precum și cu rezervele aflate la Valea Rece.[26]

În ziua de 16 octombrie la răsărit, Brigada 19 Infanterie austro-ungară era deja în mișcare, luând contact cu trupele române la marginea satului Beleghet. De la ora 17 a început pregătirea de artilerie și la ora 17:20 inamicul a atacat. Pe vale au înaintat 3 batalioane, dintre care două pe partea stângă a Trotușului spre Muntele Muncelu și respectiv spre cota 908, care dominau Beleghetul dinspre nord și unul pe partea dreaptă a râului, spre cota 727, care domina satul Beleghet dinspre sud. Alte două batalioane au fost păstrate în rezervă. Îngrijorat de acoperirea slabă pe care o avea spre nord, colonelul Béla Berzeviczy a trimis ca acoperire un detașament pe valea pârâului Camenca și unul ca să realizeze legătura cu Detașamentul „Perczel”.
În apărarea poziției de la Beleghet românii au ripostat energic, trecând la luptă la baionetă. Cu toate acestea, datorită sprijinului eficient al artileriei proprii, trupele austro-ungare au reușit să anihileze apărarea sectoarelor fortificate, unele inclusiv cu turele blindate. De asemenea, la sfârșitul zilei de 16 octombrie, la stânga dispozitivului român, Detașamentul „Colonel Maxon” a reușit să facă legătura cu Detașamentul „Magassy”, situat în aripa stângă a Diviziei 39 Infanterie Honvéd. Amenințate astfel să fie copleșite prin stânga lor, unitățile române s-au repliat. Rezistența lor a permis însă evacuarea bateriilor grele, mai înainte ca brațul cleștelui inamic să se strângă. Cu toate acestea, o cantitate considerabilă de echipament a fost lăsată pradă în mâinile inamicului și 3 ofițeri alături de 98 de soldați din Regimentul 14 Infanterie au căzut prizonieri. De asemenea, în aripa stângă austro-ungară, batalionul trimis să atace spre Muntele Muncelul a reușit să ajungă fără prea mari probleme la nord-vest de aceasta la cota 1240 m. La rândul său Detașamentul „Perczel” a reușit la nord, pe fondul unei slabe rezistențe românești pe Muntele Măieruș și pe valea Brateșului, să stabilească contactul cu Brigada 143 Infanterie austro-ungară (aceasta fiind situată în aripa dreaptă a Corpului XXI Armată se sprijinea pe Bâtca Neagră din Munții Hășmaș și era blocată aici de o puternică rezistență a trupelor române).
Înaintarea trupelor austro-ungare, dificilă pe teren și în cursul zilei, a fost oprită în timpul nopții de 16 spre 17 octombrie, în condițiile în care trupele române își păstrau libertatea de mișcarea dinspre est, direcție dinspre care acoperirea trupelor atacatoare era slabă. După ce au apărut informații noi privind situația pe teren a Corpului XXI Armata austro-ungar, și de comun acord cu superiorul său aflat la comanda Corpului VI Armată austro-ungar, venit în seara zilei de 16 octombrie pe linia frontului pentru a discuta operațiile de a doua zi, comandantul Brigăzii 19 Infanterie austro-ungară a decis să oprească brigada pe aliniamentul deja cucerit. Astfel urma să mențină o strânsă legătură cu vecinii săi și să înainteze din nou când situația generală ar fi permis-o, în acest timp urmând să fie făcute toate recunoașterile necesare și trupele să fie pregătite să reia imediat înaintarea.
Situația era una favorabilă: fortificațiile române de la originea văii Trotușului fuseseră depășite prin concentrarea focului artileriei corpului și prin folosirea de către infanterie a drumurilor și potecilor de pe văile apropiate ale Ciugheșului și Sulței. Gata de atac asupra Comăneștiului, Brigada 19 Infanterie austro-ungară se afla în frunte, în timp de Brigada 16 Infanterie austro-ungară se afla în spate, iar o parte dintre trupele Diviziei 61 austro-ungare se găseau pe Valea Rece, cu scopul de a bloca dinspre nord, orice amenințare inamică.
Cele două divizii ale Corpului VI Armată austro-ungar erau în contact în spatele Muntelui Cărunta din 16 octombrie, amenințând flancul sudic al trupelor române aflate la Dărmănești, oraș a cărui ocupare, alături de cea a Comăneștiului, reprezenta misiunea Diviziei 61 Infanterie austro-ungară. Aceasta urma să fie sprijinită în misiunea sa de Divizia 39 Infanterie Honvéd, care urmărea forțarea munților pe valea Uzului și fusese oprită pe frontiera de pe creste, de o rezistență semnificativ mai puternică. Cele două mari unități urmau astfel să execute un atac concentric asupra Dărmăneștiului.
Corpul VI Armată austro-ungar era deci în acel moment, doar la câțiva kilometri de trecerea munților spre Moldova.

### Contramăsurile trupelor române din 15-16 octombrie
Atacatorii au reușit după două zile de luptă să ocupe pozițiile de la Ciugheș și Cuchiniș, de unde maiorul Gheorghiu s-a repliat pe poziția Diaconești – Mocanu. Aceasta, la rândul ei a fost atacată de front și din flanc fără încetare, astfel că locotenent-colonelul Ioan, aflat la comandă la Diaconești, a raportat la 15 și 16 octombrie că nu mai poate păstra cele două localități.
Împotriva amenințării generate de înaintarea convergentă a inamicului, comandanții trupelor române au decis să reia inițiativa. Ca atare, au hotărât ca Brigada 14 Infanterie să acționeze ofensiv, pentru a zvârli inamicul spre Ghimeș, în timp ce Brigada 13 Infanterie urma să acționeze defensiv, zăgăzuind trupele austro-ungare pe văile Uzului și Ciobănușului. Altfel, la 15 octombrie, generalul Prezan a ordonat comandantului Brigăzii 14 infanterie să degajeze frontul Diaconești – Mocanu.
Boian a fost criticat de Prezan pentru că nu reușise să oprească inamicul pe linia fortificată de frontieră. Însă Prezan nu știa că în regiunea Trotușului românilor le lipseau rezervele și că împotriva celor 4 batalioane ale sale, sprijinite de 2 mitraliere și de două baterii de artilerie cu calibrul de 53 și respectiv de 75 mm, se îndreptau forțe superioare unei divizii. De la postul său de comandă de la Asău, Boian și-a lăsat ariergarda să stăvilească mareea inamică. A trimis în aceeași zi o companie să-l sprijine pe Ioan, la Diaconești și în noaptea de 15 spre 16 octombrie a conceput un plan, destinat să găsească o soluție pentru rezolvarea situației grave în care se aflau apărătorii văii superioare a Trotușului. Planul a avut la bază ideea că trupele austro-ungare, înaintând rapid cu efective puternice angajate în vale într-un teritoriu pe care nu-l cunoșteau, nu-și protejau flancurile. Dat fiind că un atac direct al acestora ar fi dus la un rezultat îndoielnic în defileul strâmt al Trotușului, fiind cel puțin costisitor, un atac prin surprindere venit din flanc sub acoperirea pădurii, le-ar fi împiedicat să se desfășoare pentru a riposta.
Planul i-a fost prezentat a doua zi la punctul de comandă al brigăzii locotenent-colonelului Nicolae Samsonovici, șeful de stat-major al Diviziei 7 infanterie. Conform acestui plan:
- un detașament de 9 companii de infanterie și o secțiune de mitraliere grupate în 3 batalioane, care urmau să acționeze sub directa comandă a lui Boian, trebuia să cadă în spatele ariergărzii inamice, la Agăș. Pentru aceasta, detașamentul trebuia să înceapă să avanseze din ziua de 16 octombrie de la ora 20 pornind de la Gura Ciobănușului, pe o cale ocolită, anume pe valea Asăului până la confluența acestuia cu Agăștinul. De aici, soldații urmau să escaladeze culmea înaltă de 1 300 de metri a interfluviului dintre Trotuș și Asău[32] (Preluca Tâlharului),[33] pentru a coborî spre Agăș,[32] cu toate măsurile de precauție posibile. Pentru a ușura marșul soldaților, caii și căruțele de aprovizionare trebuiau să fie lăsate în urmă, trupa urmând să care în ranițe resurse pentru doar două zile. În dimineața zilei de 17 octombrie detașamentul ar fi urmat să debușeze în vale trecând de trupele de acoperire inamice, pentru a tăia în două Divizia 61 Infanterie austro-ungară și pentru a ataca din spate coloana de atac inamică.[29] Dispersând unitățile austro-ungare de la fața locului, în același timp detașamentul urma să blocheze orice încercare a inamicului de a trimite întăriri de-a lungul șoselei.[30]
- un detașament de sprijin urma să înainteze în dimineața zilei de 17 octombrie spre Agăș, pentru a oferi ajutor detașamentului de atac.[32] Acest al doilea detașament urma să fie format din compania de infanterie și bateria de tunuri de calibrul 53 mm de la Goioasa, întărite cu alte 3 companii ale Regimentului 16 Infanterie, tot efectivul urmând a fi pus sub comanda maiorului Iordănescu.[22] Detașamentul „Iordănescu” trebuia să ocolească Muntele Iedera, astfel încât să ajungă la est de satul Goioasa, scopul fiind acela de atrage asupra sa forțele inamice, pentru a elibera direcția de acțiune a Detașamentului „Boian”.[34]
- pivotul manevrei preconizate pentru ziua de 17 octombrie urma să fie detașamentul care apăra poziția Diaconești – Mocanu, compus la respectivul moment din 7 companii de infanterie și o baterie de tunuri de calibrul 75 mm și aflat sub comanda locotenent-colonelului Ioan. Acesta urma să reziste pe poziție.[22]
- trupele aflate deja pe pozițiile de la Iedera – Lapoș, cărora urmau să li se alăture o companie de infanterie de rezerviști, trebuiau să rămână pe poziții și să aibă o atitudine de apărare activă.[32]
- o companie de infanterie urma să rămână la Gura Ciobănușului.[32]

Batalioanele de infanterie românești rămase în vale în fața inamicului, urmau să sprijine din toate puterile Detașamentul „Boian”, inclusiv cu artileria avută la dispoziție.

### Ambuscada de la Agăș

#### 16 octombrie

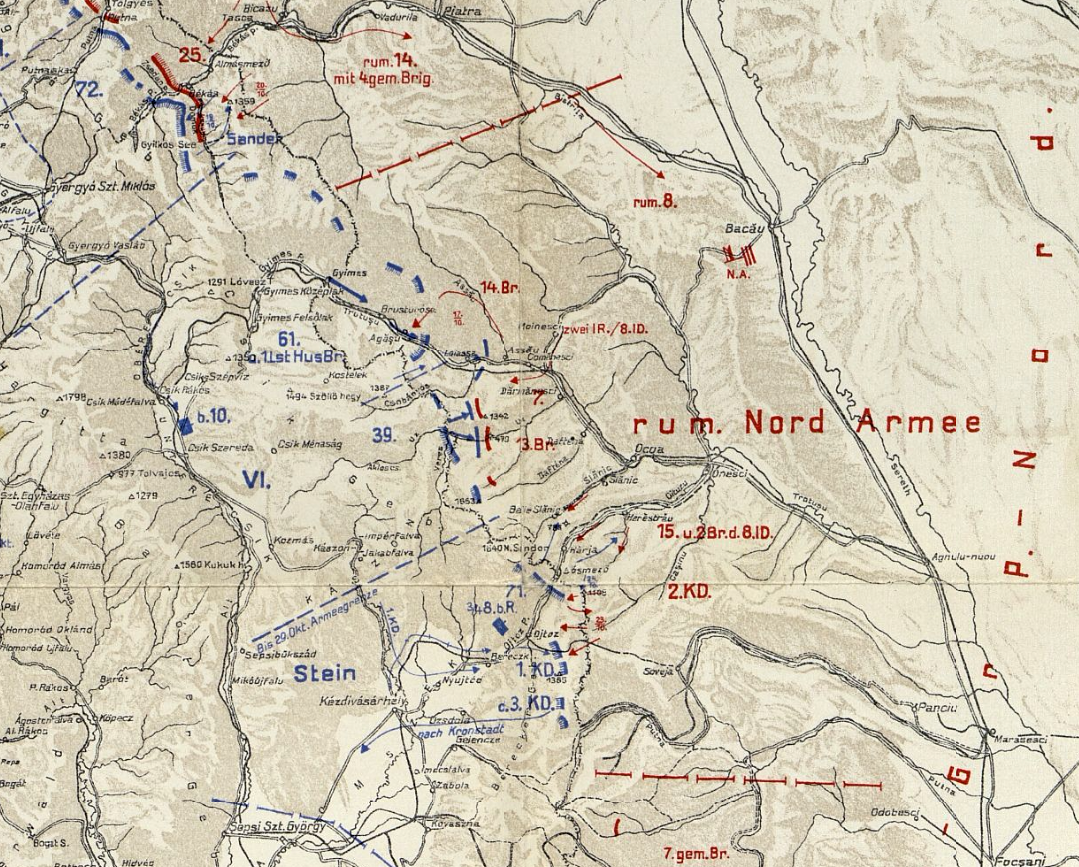
Luptele din sectorul Armatei de Nord între 2/15 - 20 octombrie/2 noiembrie 1916

La 16 septembrie la ora 16:30, ca urmare a autorizării de către generalul Istrate a punerii în practică a planului lui Boian, două batalioane din Regimentul 16 Infanterie din rezerva Diviziei 7 Infanterie, împreună cu o secțiune de mitraliere, au fost trimise pe calea ferată de la Comănești, pentru a debarca la Gura Ciobănușului (la Straja, după o altă sursă). La ora 20 a aceleiași zile, Batalioanele 1 din Regimentul 14 Infanterie (comandant căpitanul Gheorghiu), 2 (comandant căpitanul Popa) și 3 (comandant căpitanul Popovici) din Regimentul 16 Infanterie, împreună cu secția de mitraliere, au pornit pe valea Agășului, ajungând la ora 22 la confluența cu Agăștinul. De aici, au urcat fără repaus către creastă.
De asemenea, o companie din Regimentul 16 Infanterie a fost dislocată la Gura Ciobănușului.
Cel de-al treilea batalion al Regimentului 16 Infanterie a intrat în compunerea detașamentului de sprijin, sub comanda maiorului Iordănescu, alături de subunități din Regimentul 14 Infanterie, care includeau o secție de mitraliere.

#### 17 octombrie

##### Preludiul luptei
La ora 6 dimineața a zilei de 17 octombrie, Detașamentul „Boian” se afla pe culme, de unde se auzea canonada artileriei de pe valea Uzlui. Planul de atac fusese deja însă compromis de precipitarea evenimentelor, deoarece după plecarea lui Boian de la Asău, în timpul serii trupele române de la Diaconești fuseseră respinse de inamic.
| “ | Divizia 61 trebuie să înceapă imediat urmărirea inamicului în mod energic, pentru a ajunge cât mai repede posibil în regiunea Moinești. Nu există vreun pericol în ce privește flancul nordic. În tot cazul, pentru a para o asemenea eventualitate, două batalioane vor fi menținute în rezervă până la noi ordine, la Valea Rece. Grosul Corpului de armată va trebui să fie împins înainte cu orice preț. | ” |
| — Ordinul de operații Nr. 1017/13,Josef Huber von Szekelyföld, comandant al Statului Major al Armatei 1 austro-ungare (ajutați Wikipedia și găsiți o imagine a acestuia) | |   |

Noaptea de 16 spre 17 octombrie a fost o noapte liniștită, doar în zori, patrulele Brigăzii 19 Infanteriei austro-ungară fiind întâmpinate cu focuri de pușcă și de mitralieră la nord de Diaconești de pe cotele 825 m și 613 m. Această activitate slabă a trupelor române a dat impresia comandanților austro-ungari că aveau în față doar o ariergardă slabă, ce ar fi urmat să nu se poată menține pe poziții și să se retragă spre sud-est. Astfel, în pofida îngrijorării comandantului Brigăzii 19 Infanterie austro-ungară privind securitatea flancului său stâng, în dimineața zilei de 17 octombrie, comandantul Armatei 1 austro-ungare a ordonat Diviziei 61 Infanterie austro-ungare declanșarea unei noi acțiuni ofensive, având ca țintă debușarea în depresiunea Comănești. În consecință, la ora 8 la Corpul VI Armată austro-ungar a ajuns ordinul ca Divizia 61 Infanterie austro-ungară să avanseze cu un batalion de infanterie și o baterie de artilerie ale Brigăzii 19 Infanterie austro-ungară, pentru a urmări inamicul aflat în retragere pe direcția Asău-Comănești. În rezervă, urmau să rămână două batalioane de infanterie la Valea Rece.
Aflat la Beleghet fără date suficiente despre situația flancului său stâng, deoarece patrulele sale de recunoaștere nu reușiseră pe linia Muntele Aluniș – Muntele Muncelul să stabilească legătura cu batalionul aflat pe coasta Muntelui Muncelu în seara precedentă la cota 1240, colonelul Berzeviczy devenise conștient de faptul că românii goleau în fața sa valea, pentru a se ancora solid pe înălțimi. Ajuns la Cotumba pentru a impulsiona înaintarea trupelor corpului său de armată, Ludwig von Fabini i-a confirmat însă colonelului ordinul remis la ora 10 diviziei de către eșalonul superior, de a ataca la ora 10:30, iar Șeful de Stat-Major al Corpului VI Armată austro-ungar a supravegheat personal inițierea acțiunii.
La prânz, coloana comandată de Boian se afla deja pe valea Agășului, unde soldații s-au odihnit, au mâncat și s-au hidratat până la ora 13:30 și au făcut operațiuni de recunoaștere a zonei. Situația de pe teren din zona pozițiilor liniilor de la Diaconești – Mocanu, de care Boian avea însă cunoștință la acel moment, indica faptul că inamicul ataca în aripa sa stângă spre înălțimile Hijma și Muncelu, precum și în aripa sa dreaptă către Sulța și Beleghet. Grosul trupelor sale se afla însă în realitate pe valea Trotușului în dispozitiv de marș, la câțiva kilometri de detașamentul românesc, imediat în spatele avangardei angajate spre Diaconești, iar artileria sa se afla la Agăș.
Pe valea Agășului, aproape de locul unde ajunsese Detașamentul „Boian”, se afla la marginea șoselei un conac al familiei Ghika, ocupat de austrieci. Se vedeau câțiva cai, câteva gărzi și o mitralieră. Dincolo de vilă, pe șosea, se vedea artileria inamică ordonată pe coloane. Infanteria austro-ungară nu se vedea nicăieri, iar tunurile, legate la atelaje, erau pregătite pentru plecare. Având obiectivul de distruge artileria inamică și de a profita de surpriză pentru a dezorganiza dispozitivul tactic al austro-ungarilor, Boian și-a ordonat oamenii, astfel:
- grosul detașamentului urma să se afle într-o coloană formată din Batalioanele 2/14 și 3/16, aflate sub comanda locotenent-colonelului Damian Petcu
- la 300 de m în față urma să se afle o avangardă formată din trupele Batalionului 1/14

Boian conta pe elementul surpriză, avangarda urmând să se ocupe de realizarea surprinderii. Cu acest scop, trupele din față aveau ordin să tragă numai dacă era strict necesar, să taie liniile telefonice ale inamicului și să captureze piesele de artilerie aflate la Agăș, pentru a le putea folosi. De asemenea, aceste trupe trebuiau să ocupe pozițiile dominante (vârfurile Porcu și Agăș dinspre Brusturoasa, precum și platoul bisericii), urmând să să desfășoare trupe pe șosea și să se fixeze pe teren pentru a bara valea. Planul lui Boian presupunea divizarea forțelor de atac, dar Boian conta pe susținerea trupelor române din Diaconești și Goioasa.
La ora 11:50, un batalion austro-ungar fusese deja angajat împreună cu o baterie de artilerie spre Goioasa în urmărirea trupelor române aflate în retragere, urmat de un alt batalion. În spatele acestora, artileria diviziei își aștepta rândul să avanseze lângă Agăș și Sulța. În aceeași perioadă de timp, aflat la Brusturoasa, colonelul Bernatsky urma să aștepte cu Regimentul 29 Infanterie din Brigada 16 Infanteria austro-ungară, ca Brigada 19 Infanterie austro-ungară să-i deschidă drumul.

##### Atacul
Realizarea surprizei a fost un eșec, deoarece detașamentul care a încercat să ocupe vila Ghika a tras câteva focuri de armă, astfel că înainte de a apuca românii să taie firele de telegraf, austro-ungarii aflați acolo au reușit să anunțe în spate că sunt atacați. Ca atare, la momentul în care o parte a trupelor lui Boian a încercat să avanseze în continuare în Agăș, restul austriecilor, deja alertați, au încetinit atacul prin câteva salve de pușcă. Debușând pe la nord de biserica din Agăș, trupele române au căzut peste artileria austro-ungară oprită într-o pauză de odihnă. Deși tunurile austro-ungare au fost puse rapid în baterie și a început să replice cu tiruri de mitralii, bine protejată de rambleul căii ferate, infanteria română i-a alungat rapid pe austro-ungari și a capturat întregul parc de artilerie (12 obuziere din care 6 de 150 mm), neutralizând servanții prin atacarea acestora cu grenade. Restul soldaților inamici au fugit în dezordine spre Cotumba, dând peste detașamentul românesc care ataca în direcția gării din Agăș. Acesta a blocat calea fugarilor spre Sâmbrea și a început să înainteze spre Cotumba.
În plină derulare pe valea Trotușului a acțiunii trupelor austro-ungare, la postul de comandă al Brigăzii 19 Infanterie austro-ungară, aflat la Cotumba într-un pavilion de vânătoare, s-au auzit focuri de pușcă și de mitralieră, venind în direcția Muntelui Muncelu. În scurtă vreme, a sosit și vestea că un detașament românesc coborâse de pe valea superioară a Agășului, pentru a se îndrepta spre satul aflat la confluența acestuia cu Trotușul. Cu calm, colonelul Berzeviczy a început să adopte primele contra-măsuri. Astfel, el a ordonat batalionului aflat în aval de Agăș să reziste pe poziție. Acoperindu-se dinspre stânga și pregătindu-se să fie atacat din spate, a ordonat ca un batalion să fie împins dinspre Cotumba în față, pentru a dispune de el la nevoie. A trimis călăreți spre Muntele Muncelul pentru a realiza cu orice preț legătura atât cu batalionul aflat pe coasta acestuia cât și cu batalionul aflat în aval de Agăș. Artileriei i-a ordonat să se pregătească să lovească ieșirea din valea Agășului, precum și pantele nordice ale Trotușului. A dirijat una dintre companiile de rezervă spre Agăș, pentru a oferi sprijin eșaloanelor aflate acolo. De asemenea, a cerut comandamentului diviziei austro-ungare să alerteze rezervele, astfel încât acestea să poată fi angajate în luptă.
Compania trimisă ca sprijin artileriei spre Agăș a fost însă copleșită de români mai înainte de a se instala pe poziție. La Cotumba, Berzeviczy și-a trimis trupele de legătură să ocupe capătul satului, pentru a interzice trupelor române avansul spre Brusturoasa. În același timp, de pe pantele aflate la nord de Trotuș ale dealului Secei, trupele române au atacat din spate cel de-al doilea batalion austro-ungar aflat pe vale în spatele batalionului care ataca spre Goioasa, precum și batalionul împins de Berzeviczy în față dinspre Cotumba. Concomitent, dinspre sud-est batalionul aflat în marș spre Goiasa a fost și el atacat energic de infanteria română, sprijinită de artilerie. Sub presiunea trupelor române și cu flancul său nordic neacoperit, ca urmare a unei întârzieri de înaintare pe terenul dificil, batalionul din avangarda austro-ungară s-a repliat pe poziția de plecare. Un scurt respiro i-a fost dat de trupele Detașamentului „Colonel Maxon”, aflate la sud de Preluci în aripa dreaptă a înaintării austro-ungare, care au reușit să întârzie pentru scurtă vreme înaintarea românilor. Ajuns pe poziția de plecare, batalionul fost anterior în avangardă s-a retras în spatele batalionului aflat inițial în ariergarda coloanei de atac, care reușise să-și păstreze poziția. La rândul său, atacat neîntrerupt dinspre nord de pe dealul Secei, batalionul împins înainte în ajutor dinspre Cotumba de Berzeviczy a început ulterior să se replieze încet. Aceasta s-a făcut sub acoperirea bateriei de tunuri a lui Maxon, care a acționat foarte eficient între Agăș și Beleghet.
Câteva erori de execuție au compromis așadar parțial, de la bun început, succesul scontat de către trupele române. Astfel, deși în intenție centrul avangardei ar fi trebuit să atace la baionetă, au existat totuși unele schimburi de focuri, astfel că inamicii aflați la vila Ghika din Agăș nu au fost luați complet prin surprindere. Ca atare, au avut timp să folosească telefonul. Pe de altă parte, compania care trebuia să bareze spre Brusturoasa valea nu s-a fixat pe teren și a înaintat fără ordin, iar o parte din atelajele inamice au scăpat pe valea Sulței. Coloana principală a desfășurat sub comanda lui Damian Petcu fără rost, unul dintre batalioane luptând împotriva unor simpli fugari inamici. Mai târziu Petcu a lăsat să-i scape comanda celor două batalioane, care repliindu-se rapid spre Muntele Muncelu, au surprins și au capturat câteva unități maghiare.
După prânz, primii fugari veniți dinspre Agăș au ajuns la Brusturoasa. Aflat aici în așteptare cu Regimentul 29 Infanterie austro-ungară, colonelul Bernatsky a ordonat oprirea masei de fugari și regruparea acesteia la nord-vest de sat, precum și înaintarea regimentului spre Cotumba cu un batalion pe versanții nordici ai văii și cu unul pe axul văii. Cel de-al treilea batalion urma să să instaleze pe poziții defensive la marginile satului Brusturoasa. În scurtă vreme o companie românească a apărut în flancul stâng austriac la cota 680 m care domina Cotumba, picând în calea batalionului trimis să apere flancul nordic, precum și a unui grupe de cavalerie. Ca efect, flancul atacului român a fost astfel descoperit și batalionul austro-ungar a început să înainteze pe terenul dificil, lent dar fără nici un obstacol în față, pentru a merge închidă la est de Agăș calea pe care a ajuns Detașamentul „Boian”.
În jurul orei 15, batalionul trimis pe axul văii de Bernatsky a ajuns la Cotumba și la indicațiile lui Berzeviczy, aflat la marginea de sud a satului, a atacat cu elan trupele lui Boian la baionetă și cu grenade, respingându-le spre Agăș. Românii au început o retragere dezastruoasă. Boian a ordonat soldaților săi să să încalece și să pornească spre Diaconești cu tunurile și caii, așteptându-se să-și găsească acolo unitățile amplasate în ziua precedentă. El era convins de faptul că acestea, împreună cu detașamentul de la Goioasa reușiseră să elibereze deja drumul prin neutralizarea avangardei inamice. În drumul lor spre scăpare, soldații români au întâlnit însă avangarda austro-ungară, instalată în tranșeele din regiune săpate anterior chiar de români, fiind atacați de aceasta. Boian i-a reorganizat pe cei care supraviețuiseră, a instalat o mitralieră pe poziție și a încercat să reziste ținându-i la distanță pe supraviețuitori, în așteptarea ajutorului venit dinspre nord din partea trupelor aflate sub comanda locotenent-colonelului Damian Petcu și dinspre sud de la Goioasa. De la Goiasa nu a sosit însă nici un ajutor, iar Damian Petcu deși a sosit, a venit fără trupele sale, care fugiseră în munți.
Detașamentul „Iordănescu” a fost întâmpinat cu foc susținut lângă Muntele Iedera, ceea ce a obligat coloana să se desfășoare în dispozitiv de luptă și să atace inamicul la baionetă la poiana Iedera. Deși trupele austro-ungare au fost, ca urmare a atacului respinse dincolo de Goioasa și au lăsat 200 de prizonieri (aproape 300, după o altă sursă), totuși soldații detașamentului de sprijin, aflați în inferioritate, au fost obligați ulterior să se retragă spre Asău.
Surprinse de atacul care venea din spate, încetinite de prizonierii și materialul de război capturat și blocate la înaintare spre sud-est de o rezistență pe care sperau inițial să o înfrângă repede, subunitățile române au intrat rapid în derută. Deja la ora 16 soldații români duceau lupte individuale, încercând să scape dintr-o capcană care se închidea rapid asupra lor. În jurul orei 17 Boian a realizat că situația trupelor proprii devenise disperată și le-a ordonat oamenilor săi să fugă. Inamicii l-au găsit pe colonel ascuns într-un șanț și l-au luat prizonier. La fel s-a întâmplat cu restul oamenilor săi care supraviețuiseră. Astfel în jurul orei 17, pe linia Beleghet–Cota 908 luptele au încetat. În noaptea ploioasă care a urmat, brigada inamică a reușit să-și facă ordine în propriile sale unități, adunând oamenii și animalele rătăcite și reușind să se regrupeze pe înălțimile de la Belghet, pentru a acoperi restul Diviziei 61 Infanterie austro-ungară. De asemenea, deși fuseseră lovite de gloanțe de mitralieră și de proiectile de 75 mm, obuzierele au fost puse rapid în funcțiune.
Continuarea ofensivei inamice din dimineața zilei de 17 octombrie a compromis restul operațiunii concepute de Boian. Detașamentul pivot aflat sub comanda locotenent-colonelului Ioan, care apăra poziția Diaconești – Mocanu, s-a retras în timpul nopții de 16 spre 17 octombrie (conform celor spuse de Boian, fără a avea autorizația de a o face), astfel că detașamentul de sprijin aflat sub comanda maiorului Iordănescu, cel care urma să înainteze în direcția Agăș, a fost atacat de către inamic, fără a mai putea să înainteze. Ulterior apărat de atacul dinspre nord-vest, eșalonul din față al Brigăzii 19 Infanterie austro-ungară a putut face față atacului dinspre sud-est și l-a putut respinge.
Resturile Detașamentului „Boian” s-au reîntors cu 320 de prizonieri.

##### Epilogul
La 18 octombrie, comandantul Armatei 1 austro-ungare a felicitat trupele pentru că opriseră atacul inamic, printr-o telegramă. Costul succesului austro-ungar a fost însă mare, deoarece divizia nu a fost în stare de a face vreun efort, timp de câteva zile.
Pierderile zilei de 17 octombrie au fost:
- de partea română 6 ofițeri și 126 soldați uciși, 7 ofițeri și 420 de soldați prizonieri[39] (conform istoricului militar Michael B. Barrett, austriecii au susținut însă că au capturat 15 ofițeri și 365 de membri ai trupei).[49] Printre ofițerii capturați s-au aflat comandantul detașamentului român de atac, colonelul Octav Boian, precum și locotenent-colonelul Damian Petcu,[39][36] comandantul Regimentului 14 Infanterie.[17]
- pe partea trupelor austro-ungare, 55 de morți, 253 de răniți și 417 dispăruți[39] (conform istoricului militar Michael B. Barrett, Divizia 61 Infanterie austro-ungară ar fi raportat însă 2 ofițeri și 75 de soldați uciși, 268 de răniți, 1 ofițer dispărut și 426 de dispăruți din partea trupei).[49]

#### Analiza tactică
O analiză a acțiunii de la Agăș realizată în 1926 de doi ofițeri cehoslovaci, căpitanul J. Flipo și maiorul Libo Vitez, în Revue militaire française, revista de top a epocii, a publicațiilor militare periodice franceze, a scos în evidență faptul că ambele părți implicate la Agăș au apelat la improvizații care, în cele din urmă au condus la dezamăgiri crude.
Boian a fost un soldat experimentat și un bun cunoscător atât al specificului montan, în general, cât și al regiunii unde urma să opereze. Acestea l-au determinat să profite de acoperirea dată de pădure și de ceața care toamna acoperea marile văi, pentru a se strecura printre punctele dominante ale terenului (înălțimile Muncelu și Aluniș), ocupate de către inamic. De asemenea, încrederea personală inspirată tuturor de către personalitatea indiscutabilă a colonelului Boian, a permis organizarea unei asemenea acțiuni îndrăznețe. Cu toate acestea, acțiunea i-a fost facilitată de către un inamic pierdut într-o regiune în care, a ignorat aproape totul. Astfel:
- nici unul dintre comandanții Diviziei 61 Infanterie austro-ungară nu au verificat în timp util, dacă subunitățile destinate să ocupe punctele Preotesele (o companie care a ocupat de fapt un punct excentric situat la 3 km) și Muncelu (un batalion despre care veștile precum că nu a reușit să ocupe cota topografică au întârziat cu o zi) erau la locul lor, chiar dacă au existat temeri manifestate în acest sens, de către Berzeviczy.[18]
- detașamentele de valoarea a 5-6 companii, trimise de către comandantul Brigăzii 19 Infanterie austro-ungară să asigure securitatea flancului nordic în lungime de 16 km, au fost insuficiente. Acest flanc a fost reprezentat de un masiv imens cu posibilități de mascare pe care trupele române, nefixate de atacul principal le puteau folosi, iar masivul mărginea o vale îngustă, prin care divizia trebuia să-și croiască o cale. Securitatea acestui flanc ar fi trebuit însă să reprezinte responsabilitatea comandamentelor Corpului VI Armată austro-ungar și al diviziei, care au ordonat continuarea avansului pe teren, fără a se preocupa despre eventualitatea unui atac venit din respectiva zonă.[52]
- cu atât mai mult cu cât posibilitățile de supraveghere au fost slabe, comunicarea informațiilor ar fi trebuit să fie asigurată printr-o înzestrare adecvată a trupelor cu mijloace de transmitere a acestora. Aceasta nu s-a întâmplat, apariția unei surprize fiind astfel inevitabilă. Avantajul a fost net de partea trupelor române, care au beneficiat de telefonie, semnalizatoare optice, ștafete pedestre și bicicliști până la nivel de companie, precum și de ștafete preluate de la cavaleria divizionară, la nivel de regiment. Un exemplu al eșecului de a asigura transmiterea rapidă a informațiilor este cel al batalionului trimis să ocupe Muntele Muncelu, despre care eșaloanele superioare nu au știut nimic, timp de 24 de ore.[52]
- cu un dispozitiv de securitate slab și în condițiile unei slabe asigurări a transmiterii informațiilor,[52] acestea ar fi putut fi aduse de patrule de cercetare, a căror compoziție ar fi putut fi gândită într-un alt mod. Astfel, deși au fost prevăzute recunoașteri în valea Asăului, acestea au fost puse în sarcina infanteriei de pe creste, slăbind-o și mai mult. Alternativa optimă ar fi fost aceea de a atribui activitatea de cercetare înaintată escadronului de cavalerie landwehr al diviziei, la fel cum s-a întâmplat cu patrulele Regimentului 12 Husari, care au reușit cu succes să asigure atât legătura între Detașamentul „Colonel Maxon” și aripa stângă a Diviziei 39 Infanterie Honvéd, cât și între Detașamentul „Perczel” și Brigada 143 Infanterie austro-ungară. În loc de aceasta, cavaleriștii escadronului au fost angajați aproape în întregime pe valea Trotușului, fiind inactivi în spatele liniilor de infanterie, în loc să se miște rapid între Preotesele și Muncelu, pentru a putea ajunge departe.[53]

Gândit în detaliu, rapid executat și în mod energic condus, un astfel de atac surpriză poate reuși. Acțiunea lui Boian, deși concepută în mod remarcabil astfel încât să aibă succes, a eșuat din mai multe motive:
- a existat un decalaj regretabil între acțiunea Detașamentului „Boian”, prevăzută să aibă loc dimineața la ora 7:30, dar care a avut loc în realitate în jurul prânzului (la 13:30 conform lui Boian[36] și la 11:30 conform autorilor menționați mai sus) și acțiunea grupării de atac din vale. Neverificat anterior, ritmul înaintării subunităților comandate de Boian a fost încetinit de dificultățile terenului și a dat peste cap coordonarea operațiunii.[53]
- exploatarea efectului surprizei a fost prost executată în ce privește detaliile sale. De la bun început, forța destinată să protejeze Agășul dinspre nord-vest a fost mult prea slabă. Doar o singură companie a fost detașată pentru aceasta, românii mulțumindu-se să țină solid doar cota de teren care domina confluența cu pârâul Agăș și care le proteja, doar locul prin care debușaseră. Mai mult, compania respectivă și-a uitat misiunea și a înaintat prea mult, picând în brațe cavaleriei inamice, susținută rapid și eficient de către infanterie.[54]
- chiar și date fiind cele de mai sus, dacă dispozitivul trupelor care s-au repliat spre Beleghet ar fi fost suficient de puternic pentru a rupe barajul inamic din aval, astfel încât să deschidă drumul spre sud-est, partida ar fi fost câștigată. Îmbătate însă de succesul obținut, unități întregi și-au abandonat comandanții și s-au repezit să facă prizonieri și să ia pradă de război, slăbind în consecință puterea detașamentului însărcinat cu acțiunea principală și încetinindu-l.[54]
- în timpul luptelor montane, unde inițiativa joacă un rol dominant, un lider care să se impună este mai important decât orice și un astfel de lider a fost colonelul Béla Berzeviczy, căruia i se datorează faptul că întreaga divizie austro-ungară nu a intrat în derută. Cu calm, acesta a dat dispoziții logice și a oprit cu determinare progresul trupelor române în pragul postului său de comandă. Aceasta a permis intrarea rapidă în acțiune a Regimentului 29 Infanterie austro-ungar, cei doi factori enunțați dovedindu-se esențiali pentru succesul contraatacului.[54]
- alți factori importanți ai succesului austro-ungar au fost reprezentați atât de voința comandanților din prima linie, care au reușit să-și fixeze pe teren batalioanele atacate din toate părțile, cât și sângele rece al colonelului Maxon, care cu tunul său s-a dovedit a fi la locul potrivit, în momente critice pentru trupele amice din vale.[54]

| “                                                                                  | Nu am putut lua taurul de coarne; am putut numai să lansăm o pietricică mică sub roata carului inamic, cu riscul de a fi zdrobită. Pietricica aceea mică a fost atacul de la Agăș și el a reușit să răstoarne carul și să-l strice. | ” |
| — 1926, Octav Boian – fostul comandant al Brigăzii 14 Infanterie în octombrie 1916 | |   |

Coloana de atac a trupelor române a surprins însă inamicul, chiar în momentul în care Divizia 61 Infanterie austro-ungară, având ca scop să ajungă dintr-o singură mișcare în regiunea deschisă de la Comănești – Moinești, era orientată spre sud-est și-și îndreptase unitățile din avangardă spre Goioasa. Efectul manevrei a fost astfel, acela de dezorganizare a marii unități, într-un moment în care între trupele austro-ungare de pe valea Trotușului și Comănești nu mai exista, ca urmare a retragerii precipitate a detașamentului de la Diaconești – Mocanu, nicio rezistență pregătită dinainte. Ca atare, deși nu a existat un rezultat tactic satisfăcător al acțiunii inițiate de comandantul Brigăzii 14 Infanterie, totuși rezultatul care a contat a fost faptul că datorită acțiunii respective, inamicul nu a reușit astfel întoarcerea pozițiilor locale de la valea Uzului și prin aceasta a avut un efect strategic asupra întregului front, atât spre valea Slănicului cât și spre cea a Oituzului.

### Impasul (18-29 octombrie)
După înfrângerea Detașamentului „Boian” și respingerea Detașamentului „Iordănescu”, efectivele rămase din Regimentul 16 Infanterie s-au dispus în apărare pe dealurile Leorda și Vulpăriei, cu scopul de a opri pătrunderea inamicului pe valea Asăului și în apărare în fața defileului Goioasa.
Deși trupele inamice și-au reluat înaintarea pe valea Trotușului pe 18 octombrie, acestea au înaintat practic târându-se. Divizia 61 Infanterie austro-ungară a păstrat un contact strâns cu Divizia 39 Infanterie Honvéd aflată la sud, care și ea a avansat spre Dărmănești pe valea Uzului, cu mari dificultăți. Pe data de 19 octombrie, rezistența trupelor române de pe valea Uzului a crescut. În aceeași zi, la nord, trupele inamice de pe valea Trotușului au înaintat cu precauție până la marginea satului Asău, fapt care i-a adus pe austro-ungari la doar 10 km Comănești. Pe data de 8/21 octombrie însă, trupele române au atacat și au respins trupele austro-ungare epuizate în amonte, la o distanță aproximativ 20 km de Comănești, până lângă Agăș, recucerind de la inamic pentru scurtă vreme și Piscul cu Pini (recâștigat rapid de acesta, ulterior). Contraofensiva a fost oprită la 13/26 octombrie. Pe 14/27 octombrie, o acțiune locală a Regimentului 16 Infanterie a readus Piscul cu Pini din nou în stăpânirea soldaților români. În același timp, trupele inamice de pe valea Uzului s-au împotmolit la Poiana Uzului. Era vizibil că Trupele Corpului VI Armată austro-ungar ajunseseră la limită.
Așteptând noi întăriri în efective, cu oameni care trebuiau instruiți mai înainte de a fi introduși pe linia frontului, comandamentul Armatei 1 Austro-ungare avea nevoie de eliberarea unor unități pentru instrucție și a altora pentru recuperare, drept care a ordonat Diviziei 61 Infanterie austro-ungară să ajungă pe niște poziții mai bune. Conform ordinului de a îndrepta linia frontului, în ultima parte a lunii octombrie 1916 trupele diviziei au cucerit Muntele Aluniș, situat la nord de Trotuș, precum și Piscul cu Pini.
La 29 octombrie 1916, ca a unor rapoarte de informații precum că trupele imperiale ruse ar urma să execute o lovitură spre Miercurea Ciuc, ce ar fi avut ca efect spargerea Armatei 1 austro-ungare în două, precum și ca urmare a incapacității Corpul VI Armată austro-ungar de a-și atinge obiectivele de luptă și a hotărârii trupelor române de a rezista pe linia frontierei, comandantul Arthur Arz von Straussenburg a ordonat lui Ludwig von Fabini să ocupa poziții defensive. În intenție, operațiunile ofensive pe flancul de sud urmau să fie reluate doar după reorganizarea unităților din linia întâi, care urmau să primească întăriri. Pentru a nu permite trupelor române să afle că trupele Corpului VI Armată austro-ungar trecuseră la defensivă, eșalonul superior al acestuia a ordonat efectuarea în continuare însă, de raiduri și patrulări, precum și de bombardamente.
| Acțiunile de luptă ale Armatei României de pe valea Trotușului și Uzului între 30 septembrie/13 octombrie-17/30 octombrie 1916, potrivit comunicatelor Marelui Cartier General român |
| --- |
| Comunicat Oficial nr. 47 din 30 septembrie/ 13 octombrie 1916, ora 7 dimineața. În valea superioară a Uzului (la vest de graniță) s-a respins un atac al inamicului. “ ” Comunicat Oficial nr. 48 din 1/14 octombrie 1916, ora 7 dimineața [...] în valea superioară a Uzului (vest de frontieră) mici acțiuni. “ ” Comunicat Oficial nr. 49 din 2/15 octombrie 1916, ora 7 dimineața La Palanca (Ghimeș) mici acțiuni. În valea Uzului lupte violente la frontieră, s-au respins sângeros toate atacurile inamice. “ ” Comunicat Oficial nr. 50 din 3/16 octombrie 1916, ora 7 dimineața. La Palanca și în valea Uzului acțiuni de artilerie. Pe frontieră s-au respins atacurile infanteriei inamice. “ ” Comunicat Oficial nr. 51 din 4/17 octombrie 1916, ora 7 dimineața În valea Trotușului, unde inamicul a înaintat până la Agaș, lupta este în curs. În valea Uzului inamicul a fost respins dincolo de graniță. Artileria noastră a distrus un batalion inamic masat. Între morții acelui batalion s-a găsit și comandantul batalionului. S-au luat 58 de prizonieri și o mitralieră. “ ” Comunicat Oficial nr. 52 din 5/18 octombrie 1916, ora 7 dimineața În valea Trotușului acțiunea în curs. S-au făcut până acum prizonieri: 1 ofițer și 100 oameni de trupă. În valea Uzului toate atacurile inamice au fost respinse sângeros peste graniță. “ ” Comunicat Oficial nr. 53 din 6/19 octombrie 1916, ora 7 dimineața Un detașament al nostru, venind peste munți, a surprins la Agaș (valea Trotușului) trupe inamice pe care le-a atacat cu baioneta, apoi distrugându-le 12 tunuri și trăsuri și omorând cai, s-a retras luând 600 de prizonieri. Un alt detașament atacând despre Goioasa (valea Trotușului) a surprins pe inamic, luându-i 300 prizonieri și mitraliere. La Uz s-au respins atacurile inamice. “ ” Comunicat Oficial nr. 54 din 7/20 octombrie 1916, ora 7 dimineața Inamicul a atacat la Goioasa (valea Trotușului) și a fost respins. În valea Uzului acțiuni violente de artilerie. Infanteria inamică a fost risipită. “ ” Comunicat Oficial nr. 55 din 8/21 octombrie 1916, ora 7 dimineața În valea Trotușului acțiunea este în curs. S-au făcut prizonieri 1 ofițer și 104 oameni trupă și s-au luat 2 mitraliere. “ ” Comunicat Oficial nr. 56 din 9/22 octombrie 1916, ora 7 dimineața În valea Trotușului am atacat și respins inamicul la Goioasa. În valea Uzului violent bombardament al artileriei grele inamice. “ ” Comunicat Oficial nr. 57 din 10/23 octombrie 1916, ora 7 dimineața În valea Trotușului inamicului se retrage; a dat foc satului Brusturoasa. În valea Uzului s-au respins toate atacurile inamicului care căuta a debușa de la Poiana Uzului. “ ” Comunicat Oficial nr. 58 din 11/24 octombrie 1916, ora 7 dimineața În valea Uzului inamicul a fost respins la vest de Poiana Uzului. Luptele continuă violent. “ ” Comunicat Oficial nr. 59 din 12/25 octombrie 1916, ora 7 dimineața În valea Uzului lupta continuă; am înaintat spre vest și am luat prizonieri 3 ofițeri și 108 oameni de trupă. “ ” Comunicat Oficial nr. 60 din 13/26 octombrie 1916, ora 7 dimineața În valea Trotușului situația neschimbată. În valea Uzului inamicul a fost respins spre vest până la dealul Nasoli. “ ” Comunicat Oficial nr. 61 din 14/27 octombrie 1916, ora 7 dimineața În valea Trotușului inamicul a atacat violent, dar a fost respins. În valea Uzului continuăm a înainta. Am luat 1 ofițer și 82 oameni de trupă prizonieri, precum și o mitralieră. “ ” Comunicat Oficial nr. 62 din 15/28 octombrie 1916, ora 7 dimineața În valea Trotușului am atacat și reluat Piscul cu Pini; inamicul fuge în dezordine. În valea Uzului am atacat pe inamic și l-am respins; s-au luat prizonieri 10 ofițeri, 900 de oameni de trupă și s-au capturat 5 mitraliere, multe puști și foarte numeros material. “ ” Comunicat Oficial nr. 63 din 16/29 octombrie 1916, ora 7 dimineața În văile Trotușului, Uzului, Oituzului și la granița Vrancei nimic nou. “ ” Comunicat Oficial nr. 64 din 17/30 octombrie 1916, ora 7 dimineața De la Tulgheș până la Predeluș, vremea rea a împiedicat orice operații. “ ” |

## Efectele
Deși sfârșitul acțiunii Detașamentului „Boian” s-a concretizat printr-un eșec tactic, în final Divizia 61 Infanterie austro-ungară s-a retras pe pozițiile de plecare, lângă Agăș. Conform lui Constantin Kirițescu, luptele din arealul Agăș-Goiasa au făcut să cadă prizonieri în mâinile trupelor române 3 ofițeri, 2 cadeți și 680 de soldați austro-ungari.
Lupta defensivă de pe valea superioară a Trotușului și de pe valea Uzului a fost câștigată de către trupele române, astfel că acțiune ofensivă a Corpului VI Austro-Ungar a fost oprită. Epuizat de lupte și cu ambele divizii dezorganizate, inamicul nu a mai dat decât mici atacuri locale, respinse de artileria română. Prețul ambelor victorii defensive obținute a fost reprezentat însă pentru Divizia 7 Infanterie de pierderea a 14 ofițeri și 446 soldați morți, 4 ofițeri și 1463 de soldați dispăruți și 33 de ofițeri și 2183 de soldați răniți.
După emiterea comunicatului din 19 octombrie de către Marele Cartier General român, comunicat în care erau anunțate distrugere a 12 tunuri și capturarea a 600 de prizonieri, Înaltul Comandament al Armatei Austro-Ungare a solicitat un raport privitor la cele întâmplate lui Arthur Arz von Straussenburg și acesta a ordonat lui Ludwig von Fabini investigarea situației. Comandantul Corpului VI Armată austro-ungar a apărat în mod obiectiv Divizia 61 Infanterie austro-ungară, precizând atât că aceasta fusese atacată de inamic pe întregul front, cât și faptul că el însuși autorizase pe comandanții superiori să se retragă pe aliniamente mai favorabile, în cazul în care ajungeau pe poziții care nu puteau fi menținute. Aceasta a fost valabil cu atât mai mult cu cât, rezistența trupelor române se întărise, în realitate.
La 14/27 noiembrie 1916, Divizia 7 infanterie a fost scoasă din dispozitivul Armatei de Nord, a fost concentrată în raionul Onești și de aici a fost deplasată cu trenul spre București, pentru a participa la apărarea acestuia. În locul soldaților români, eu venit trupe rusești.
În plan strategic, în timp ce trupele române se întăreau în poziții favorabile în munți de-a lungul întregii frontiere, până la sfârșitul lunii octombrie Înaltele Comandamente austriac și german au realizat că nu va putea fi pusă în practică o trecere imediată peste Carpații Orientali. Neavând efectivele și suportul logistic necesare pentru a permite tuturor celor trei armate ale Puterilor Centrale să invadeze România concomitent și în plus, dat fiind că dacă ar fi atacat în Carpații Răsăriteni, trupele Armatei 1 austro-ungare ar fi ar fi avansat divergent în raport cu Armata 9 germană și cu trupele lui von Mackensen, Armata 1 astro-ungară a primit misiunea, conform lui Michael B. Barret „de neînvidiat”, de a apăra Carpații Orientali și de a proteja spatele și flancul estic al Armatei 9 germane.

## In memoriam
„Pentru vitejia și disprețul de moarte de care au dat dovadă ofițerii și trupa regimentului, în luptele de la Csikszereda, Olah, Odorheiu, Kisfalud, în înaintarea vertiginoasă din Transilvania și apoi stăvilind înaintarea inamicului în localitățile Agaș, Valea Ciobănașului, Asău, Tunelul Goioasa și Vârful Ederii (august – noiembrie 1916), capturând foarte mulți prizonieri. [...]”—Fragment din justificarea actului de decorare a Regimentului 14 Infanterie în data de  10 mai 1931 de către Majestatea Sa Regele la Patriarhie, în București, cu Ordinul „Mihai Viteazul” clasa a III-a, prin Înaltul Decret nr. 1525 din 2 mai 1931